# Pia Maiocco
Pia Maiocco (* 25. Februar 1962) ist eine ehemalige US-amerikanische Bassistin.
Von 1984 bis 1986 spielte sie Bass in der Hard-Rock-Band Vixen, mit denen sie in der Komödie Hardbodies (1984) auftrat.
Sie ist verheiratet mit dem US-amerikanischen Rock-Gitarristen Steve Vai, den sie am Berklee College of Music kennengelernt hat. Sie wirkte auf einigen Alben von Vai mit, etwa Flex-Able mit. Sie und Vai haben zwei Söhne.
Auch war sie an Joe Satrianis Strange Beautiful Music (2002) beteiligt, sowie als Harfenistin an Bob Carpenters Album Sun, the Moon & the Stars (2004).